# Takayama (Nagano)
Takayama (jap.: 高山村, -mura) ist ein Dorf in Kamitakai-gun im Nordosten der Präfektur Nagano auf der japanischen Hauptinsel Honshū.

## Geographie
Takayama liegt östlich des Naganotals. Auf einer Fläche von 98,5 km² leben 7.411 Menschen (Stand: 1. März 2010). Das Verwaltungsgebiet des Dorfes grenzt an die Präfektur Gunma. Angrenzende Kommunen sind:

Präfektur Nagano:
- Kamitakai-gun
  - Obuse
- Nakano
- Shimotakai-gun
  - Yamanouchi
- Suzaka

Präfektur Gunma:
- Agatsuma-gun
  - Kusatsu
  - Tsumagoi

## Geschichte
Takayama entstand am 30. September 1956 durch Zusammenlegung der Dörfer Takai und Yamada. Diese beiden Dörfer existierten seit dem 1. April 1889 nach Zusammenlegungen im Zuge der Etablierung der modernen Lokalverwaltung in Japan.

## Verkehr
In Takayama gibt es weder eine Eisenbahnlinie noch Nationalstraßen oder Autobahnen. Der nächstgelegene Bahnhof ist der Bahnhof Suzaka. In Takayama wird der öffentliche Personennahverkehr ausschließlich durch Busse bedient. Eine Buslinie verbindet den Bahnhof Suzaka mit dem Naherholungsgebiet Yamada-Onsen.

## Bildungseinrichtungen

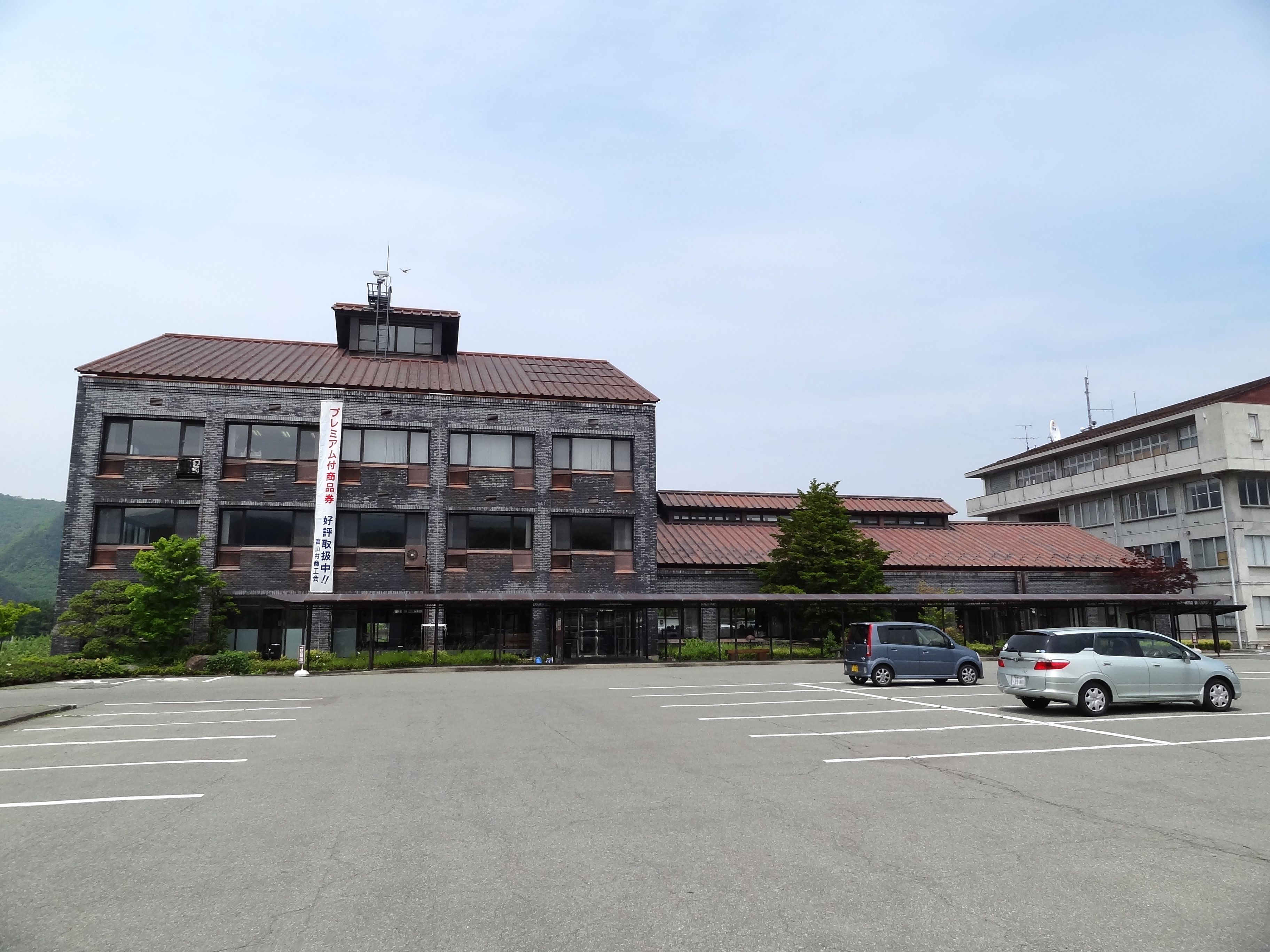
Rathaus

Takayama betreibt eine Grund- und eine Mittelschule. Die Vorschulbildung wird durch vier Kindergärten sichergestellt.

## Tourismus
In Takayama gibt es viele heiße Quellen (onsen). in Shinshū Takayama onsenkyō gibt es die vier Quellen Goshiki, Oku-Yamada, Shichimi und Yamada. Des Weiteren gibt es die zwei Skigebiete Yamada-Bokujō und Yamada-Onsen.